# Hargrave Hill
Der Hargrave Hill ist ein 950 m hoher Hügel an der Davis-Küste des Grahamlands auf der Antarktischen Halbinsel. Er ragt 3 km nordöstlich der Mündung des Henson-Gletschers in den Wright-Piedmont-Gletscher auf.
Luftaufnahmen der Hunting Aerosurveys Ltd. aus den Jahren von 1955 bis 1957 dienten seiner Kartierung. Das UK Antarctic Place-Names Committee benannte den Berg am 23. September 1960 nach dem britisch-australischen Erfinder und Luftfahrtpionier Lawrence Hargrave (1850–1915), der 1893 mit der Entwicklung des Kastendrachens begonnen hatte.